# Colisión de trenes en Los Ángeles de 2008
El accidente de trenes de Chatsworth en Los Ángeles fue un accidente ferroviario que ocurrió el 12 de septiembre de 2008 a las 16:23 PDT (23:23 GMT) en el distrito Chatsworth de Los Ángeles, California, Estados Unidos. La colisión es el accidente ferroviario más mortífero en los Estados Unidos desde el accidente ferroviario de Big Bayou Canot de 1993.

## Causas
Los motivos del choque aún no se han esclarecido pero Tyrell especificó a ABC7 que la locomotora estaba jalando al tren de Metrolink, y que la fuerza de la colisión al parecer empujó a la pesada locomotora al primer vagón de pasajeros, el cual se volcó a un lado.
Los trenes viajaban por la misma vía, y aparentemente los trenes se cambian desde una locación remota. Tyrell le dijo a la emisora que “claramente algo estuvo mal”. Dijo que la mayoría de las heridas habían sido provocadas por las violentas sacudidas ocasionadas por el impacto.
El trágico accidente ocurrió cuando una locomotora de 450 toneladas que jalaba al tren con 225 pasajeros retrocedió aplastando al primer vagón de tripulantes luego de impactarse de frente con el tren de carga. El tren de pasajeros Metrolink 111, que consistía de una locomotora de tres vagones con capacidad de hasta 400 pasajeros, viajaba con dirección este hacia Moorpark cuando chocó con el tren de carga que venía en el sentido este del Union Pacific.
Según la compañía empleadora el conductor del tren de pasajeros que chocó de frente con el tren de carga cerca de Los Ángeles sería el causante del hecho, que dejó 25 muertos.
Según Denise Tyrell, portavoz de Metrolink, el conductor del tren no respetó un semáforo en rojo y tomó una vía por la que venía de frente un tren de carga.
Ambos trenes se desplazan hacia el frente en el momento de la colisión. Al menos un pasajero del tren del Metrolink reportó haber visto el tren de carga justo antes del impacto, justo cuando doblaban en una curva donde la colisión ocurrió, con mucho tiempo suficiente para parar. El maquinista del tren de pasajeros, que se encontraba en la parte trasera de uno de los vagones y que resultó herido en el accidente, estimó que el tren iba a una velocidad d 40 millas por horas (65 kilómetros por hora) antes de llegar al mortal incidente, y la NTSB confirmó que el tren iba viajando a 42 mph.
Cintas de audio del tren indicaron que el maquinista y el despachador no condujeron las revisiones de seguridad antes del choque, dijeron investigadores federales la noche del domingo. El sábado, una vocera de Metrolink tomó la inusual acción de decir que la agencia era responsable del choque porque el maquinista del tren no obedeció una luz roja y no se paró para permitir que pasara el tren de carga. 
Sin embargo, la Junta Nacional de Seguridad en el Transporte (NTSB) y un sindicato que representa a los empleados ferroviarios dijeron que era demasiado temprano para hacer conclusiones sobre la causa del choque. La mañana del lunes, Denise Tyrrell -la vocera- anunció su renuncia.
Los investigadores también están examinando reportes que afirman que el maquinista pudo haber estado distraído por mensajes de texto minutos antes de la tragedia, informó la NTSB. La emisora CBS2 reportó que el ingeniero pudo haber estado enviado textos a un amigo poco antes del choque, aunque los investigadores de la NTSB dijeron que establecer la causa de la colisión podría tardar hasta un año. Un entusiasta de trenes de 15 años de edad le dijo a la estación que recibió un mensaje de texto del maquinista aproximadamente un minuto antes del accidente.
El maquinista del tren Metrolink no ha sido identificado oficialmente, pero los entusiastas de trenes que dijeron que les estaba enviado mensajes de texto minutos antes del accidente lo identificaron como Robert Sánchez, de 46 años.

## Consecuencias

### Respuesta a la emergencia
El Departamento de Bomberos de Los Ángeles (LAFD) había enviado al principio solo un camión con cuatro miembros del cuerpo de bomberos para un "posible rescate físico" en una dirección residencial cerca de la escena en respuesta a la llamada de emergencia del 9-1-1 hecha desde un hogar. Los bomberos llegaron al lugar de la escena, justo antes de las 16:30 (tiempo del pacífico), y entraron a la escena al romper una barda del patio de trenes. Cuando llegaron, el capital de la escena pidió que se llamara a 5 ambulancias adicionales, después 30 camiones, y después de llegar directamente al sitio de la escena pidió por todos los equipos de rescate de la ciudad. Cientos de cuadrillas y ayudantes estuvieron en la escena para ayudar a sacar a los heridos y la recuperación, incluyendo a 250 bomberos.
El evento fue operacionalmente identificado como el "Incidente de Chatsworth" y fue reclasificado como un "incidente de gran número de fallecidos." Todas los seis helicópteros del Departamento de Bomberos de Los Ángeles fueron llamadas, al igual que otros seis helicópteros del Departamento de Bomberos del Condado de Los Ángeles y Departamento del Sheriff del Condado de Los Ángeles. Los helicópteros fueron solicitados en virtud de un arreglo de ayuda mutua.

### Heridos y fallecidos

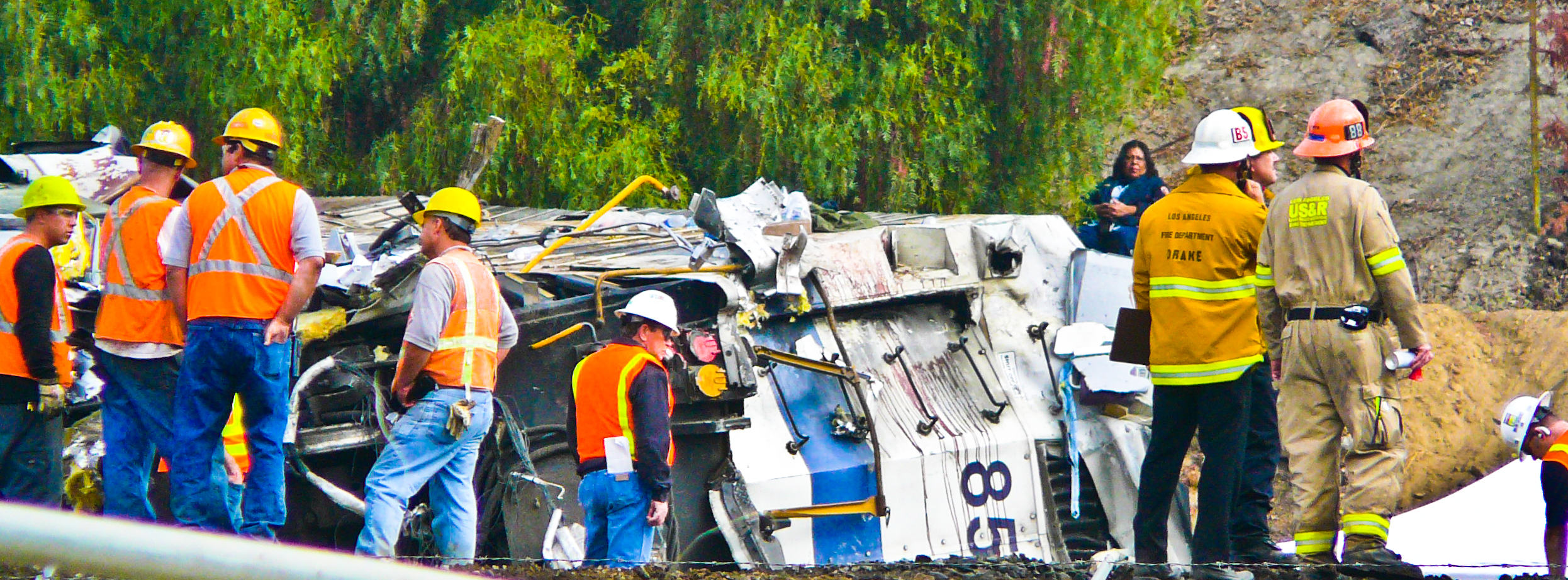
Bomberos y trabajadores tratando de encontrar víctimas y heridos después de que el tren de cercanías Metrolink y el tren de mercancías Union Pacific chocaran.

Veinte y cuatro cuerpos fueron recuperados en el lugar de la escena, y una víctima que había sido rescatada viva murió poco después cerca del hospital. El número de muertes podría incrementar debido el gran número de personas en condiciones muy críticas. Un total de 135 fueron reportados como heridos, 47 de ellos en estado muy crítico.
Aproximadamente 100 personas fueron enviadas al hospital, con 40 de ellos evacuados por helicópteros de ambulancia aérea. El capital del Departamento de Bomberos de Los Ángeles Steve Ruda reportó que el alto número de heridos propasó la capacidad de hospitales, y los pacientes fueron distribuidos en los 12 centro de traumas del Condado de Los Ángeles. Un total de 135 fueron reportados como heridos, 47 de ellos en estado muy crítico. 
El Departamento de Policía de Los Ángeles declaró una alerta táctica en respuesta al incidente.
Un portavoz del alguacil del condado de Los Ángeles señaló que los muertos y los heridos fueron rescatados de entre los hierros retorcidos de varios vagones que volcaron tras la colisión. Algunos de esos vagones se incendiaron y los bomberos que acudieron al lugar tardaron más de dos horas en apagar las llamas.
El capitán Ruda dijo que sus bomberos nunca habían visto tanta "carnicería". Austin Walbridge, un pasajero del tren, le dijo a un reportero de noticias que el interior del tren estaba "sangriento", todo destruido, fue horrible. " Los bomberos describieron a las víctimas como haberse lesionado sobre heridas. Amal K. Obaid, un cirujano que ha hecho muchas cirugías describió las heridas en más detalles: “que tienen las lesiones en la cabeza, múltiples fracturas faciales, traumatismos torácicos, colapsos pulmunares, fracturas de costillas, fracturas de pelvis, fracturas de piernas y brazos, cortes en la piel y tejidos blandos. Algunos tienen sangre en el cerebro.”
El Médico Forense del Condado de Los Ángeles puso una tienda con aire acondicionado que funcionó como morgue temporal en el lugar del desastre. Uno de los oficiales fuera de servicio del Departamento de Policía de Los Ángeles estaba entre las víctimas confirmadas, al igual que el ingeniero del Metrolink, un empleado de Transportes Veolia, en la cual es contratista del servicio de Metrolink. Cuatro otros tripulantes del tren resultaron ilesos, aunque uno de los cuerpos recuperados localizado en la cabina de mando se presume que sea el cuerpo del maquinista.
La búsqueda de las víctimas terminó a las 14:30 PDT del 13 de septiembre a aproximadamente 22 horas después de la colisión. Las Víctimas' identificadas no fueron mencionadas en los medios, pero muchos eran residentes del Valle de Simi Valley y Moorpark cuando se dirigían a casa desde el trabajo en el centro de Los Ángeles.
El 12 de septiembre la cadena de noticias de Los Ángeles KABC-TV News Channel 7 reportó que el alcalde de Los Ángeles Antonio Villaraigosa dijo a reporteros en la escena del incidente que el número de muertes confirmadas continuaba en ascenso. “Hay al menos 10 fatalidades confirmadas por la oficina del forense”, dijo Villaraigosa alrededor de las 8:00 p. m. mientras las muertes seguían aumentando “Ese número crecerá porque como saben de momento estamos en la fase de rescate en este punto .. Aún hay personas que todavía no han sido extraídas de las ruinas así que se espera que ese número crezca”., Los bomberos se apresuraron a la escena y lograron apagar rápidamente las flamas provocadas por el impacto, al tiempo de buscar a posibles víctimas y ayudar a pasajeros fuera de los vagones. Al menos siete vagones del tren de carga se desrielaron y un vagón del tren de pasajeros Metrolink se volcó a un lado de las vías, matando a 26 personas y al menos 135 heridos.
La cifra de muertos por el choque de dos trenes en el Valle de San Fernando se incrementó el 15 de septiembre a 26, tras el deceso de uno de los heridos por el accidente ocurrido el 12 de septiembre, reportaron las autoridades locales.

## Ubicación
La colisión ocurrió cerca de la localidad de Chatsworth a las 4.32 de la tarde hora del pacífico. Esa localidad se encuentra en el Valle de San Fernando, a unos 50 kilómetros al noroeste de los Ángeles. La portavoz de empresa ferroviaria Metrolink, Denise Tyrrell, ha indicado que el tren partió de la Estación Unión en la ciudad de Los Ángeles, dirección al condado de Ventura. "No sabemos si nuestro tren chocó con el otro o fue al revés", ha manifestado.

## Antecedentes mortales
El 26 de enero de 2005, 11 personas murieron y docenas de personas resultaron heridas cuando un tren de Metrolink se impactó con un Jeep Cherokee que había sido estacionado en las vías del tren en Atwater Village.
El tren se descarrió, chocó con otro tren viajando en dirección opuesta y se impactó con un tren de carga. Ese descarrilamiento fue el más mortal desde 1999.
El 20 de agosto de 2008, el hombre que aparcó su Jeep en las vías – Juan Manuel Álvarez, de 29 años – fue sentenciado a 11 cadenas perpetuas consecutivas.